# Постер, Стивен
Стивен Постер (англ. Steven Poster; род. 1 марта 1944, Чикаго, США) — американский кинооператор.

## Биография
Родился 1 марта 1944 года в Чикаго, США. Учился в университете Южного Иллинойса в Карбондейле и в Иллинойсском технологическом институте. Работал кинооператором во второй бригаде на съёмках фильма «Близкие контакты третьей степени» и добавочным оператором в фильме «Бегущий по лезвию». Известен по фильмам «Тот, кто меня бережёт» Ридли Скотта, «Рокки 5» Джона Эвилдсена, «Донни Дарко» Ричарда Келли и «Стюарт Литтл 2» режиссёра Роба Минкоффа. За операторскую работу в фильме «Тот, кто меня бережёт» был номинирован на премию Американского общества кинооператоров за лучшую операторскую работу.
Член Американского общества кинооператоров с 1987 года. С 2002 по 2003 год был президентом общества.

## Избранная фильмография
- 1981 — Похоронены, но не мертвы / Dead & Buried (реж. Гэри Шермэн)
- 1985 — Новые дети / The New Kids (реж. Шон Секстон Каннингем)
- 1986 — Блу-сити / Blue City (реж. Мишель Маннинг)
- 1986 — Мальчик, который умел летать / The Boy Who Could Fly (реж. Ник Касл)
- 1987 — Я покорю Манхэттен / I’ll Take Manhattan (2 серии, реж. Дуглас Хикокс, Ричард Майклс)
- 1987 — Тот, кто меня бережёт / Someone To Watch Over Me (реж. Ридли Скотт)
- 1988 — Здравствуй, лето / Aloha Summer (реж. Томми Ли Уоллес)
- 1988 — Коротышка — большая шишка / Big Top Pee-Wee (реж. Рэндал Клайзер)
- 1989 — Ближайший родственник / Next of Kin (реж. Джон Ирвин)
- 1990 — Рокки 5 / Rocky V (реж. Джон Эвилдсен)
- 1991 — Жизнь — дерьмо / Life Stinks (реж. Мел Брукс)
- 1993 — Кладбищенский клуб / The Cemetery Club (реж. Билл Дьюк)
- 1994 — Розуэлл / Roswell (реж. Джереми Каган)
- 1997 — Человек-ракета / RocketMan (реж. Стюарт Гиллард)
- 1998 — Один шанс на двоих / Une chance sur deux (реж. Патрис Леконт)
- 2001 — Донни Дарко / Donnie Darko (реж. Ричард Келли)
- 2002 — Стюарт Литтл 2 / Stuart Little 2 (реж. Роб Минкофф)
- 2003 — Дежурный папа / Daddy Day Care (реж. Стив Карр)
- 2006 — Сказки Юга / Southland Tales (реж. Ричард Келли)
- 2009 — Бабник / Spread (реж. Дэвид Маккензи)
- 2009 — Посылка / The Box (реж. Ричард Келли)
- 2010 — Кошки против собак: Месть Китти Галор / Cats & Dogs: The Revenge of Kitty Galore (реж. Брэд Пейтон)
- 2011 — Липучка / Flypaper (реж. Роб Минкофф)
- 2017 — Ужас Амитивилля: Пробуждение / Amityville: The Awakening (реж. Фрэнк Халфун)